# صائب محبی
صائب محبی  (زاده ۶ شهریور ۱۳۷۲) بازیکن فوتبال اهل ایران است که برای باشگاه فوتبال شمس‌آذر در لیگ برتر خلیج فارس و در پست مدافع بازی می‌کند.

## افتخارات
- جام حذفی
- قهرمانی در جام حذفی ۹۴–۱۳۹۳ به همراه تیم ذوب‌آهن اصفهان
- قهرمانی در جام حذفی ۹۵–۱۳۹۴ به همراه تیم ذوب‌آهن اصفهان
- تیم ملی امید ایران
- قهرمانی در غرب آسیا ۲۰۱۵ به همراه تیم تیم ملی زیر ۲۳ سال ایران